# كوينتن جاردين
كوينتن جاردين (بالإنجليزية: Quintin Jardine)‏ (29 يونيو 1945 في المملكة المتحدة)؛ روائي بريطاني.